# Olșanî, Kamin-Kașîrskîi
Olșanî (în ucraineană Ольшани) este un sat în comuna Osivți din raionul Kamin-Kașîrskîi, regiunea Volînia, Ucraina.

## Demografie
Componența lingvistică a localității Olșanî
     Ucraineană (100%)
Conform recensământului din 2001, toată populația localității Olșanî era vorbitoare de ucraineană (100%).